# Euchroea episcopalis
Euchroea episcopalis är en skalbaggsart som beskrevs av Guérin-Méneville 1832. Euchroea episcopalis ingår i släktet Euchroea och familjen Cetoniidae. Inga underarter finns listade i Catalogue of Life.